# Grenoble
Grenoble [gʀəˈnɔbl] ⓘ (lateinisch Gratianopolis, arpitanisch Grenoblo, deutsch veraltet Graswalde) ist die Hauptstadt des französischen Départements Isère und der Dauphiné in der Region Auvergne-Rhône-Alpes im Südosten Frankreichs.
Grenoble ist mit 156.389 Einwohnern (Stand 1. Januar 2022) die größte am Hochgebirge liegende Stadt der Alpen, noch vor Innsbruck, mit dem es touristisch vieles gemeinsam hat. Der gesamte Großraum zählt rund 665.000 Menschen.

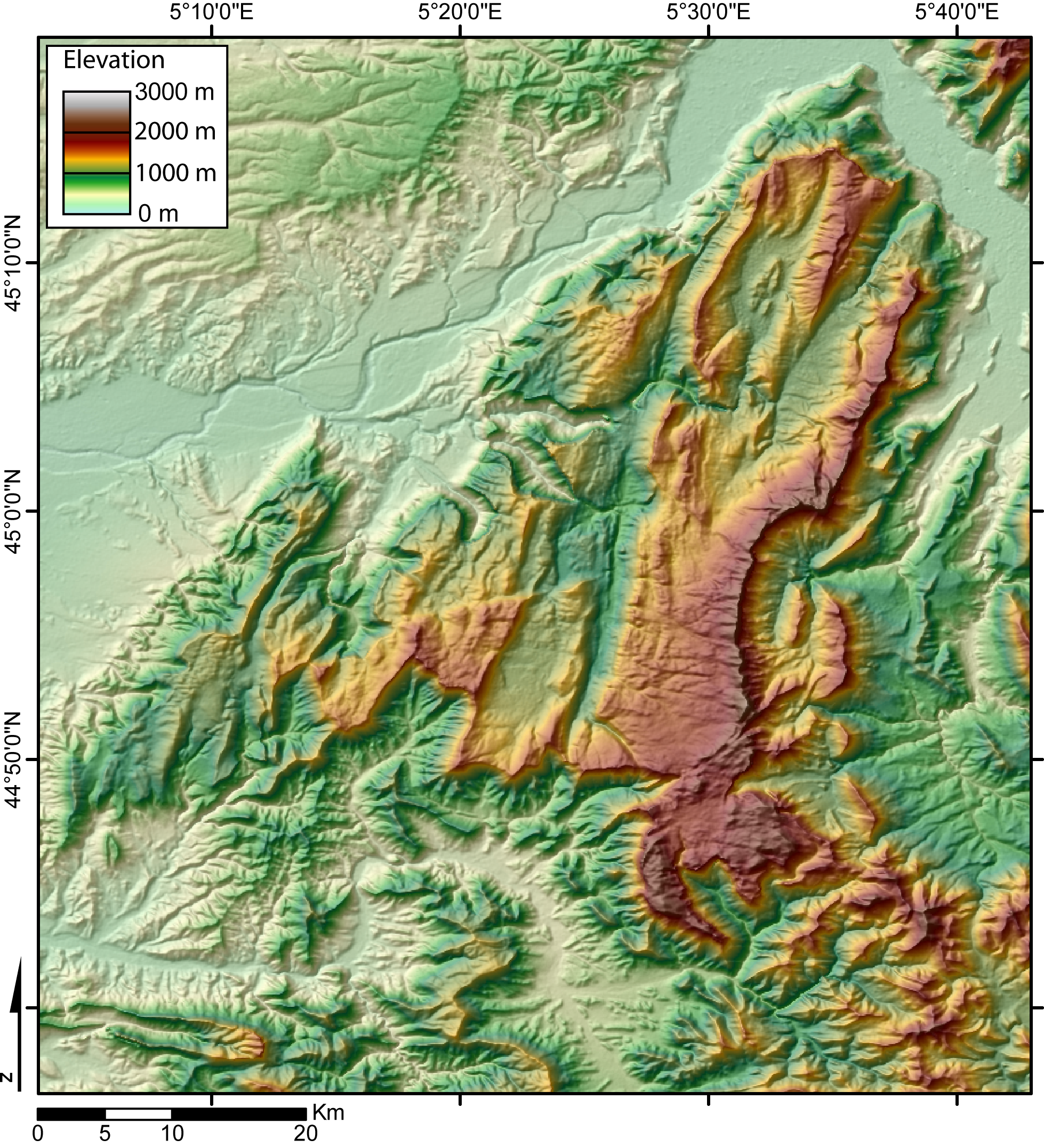
Digitales Geländemodell des Vercors (80 × 65 km). Grenoble liegt im oberen Bereich des rechten Bildrandes (45° 10′ / 5° 43′), das Isère-Tal setzt sich nach links fort.

## Geographie und Klima

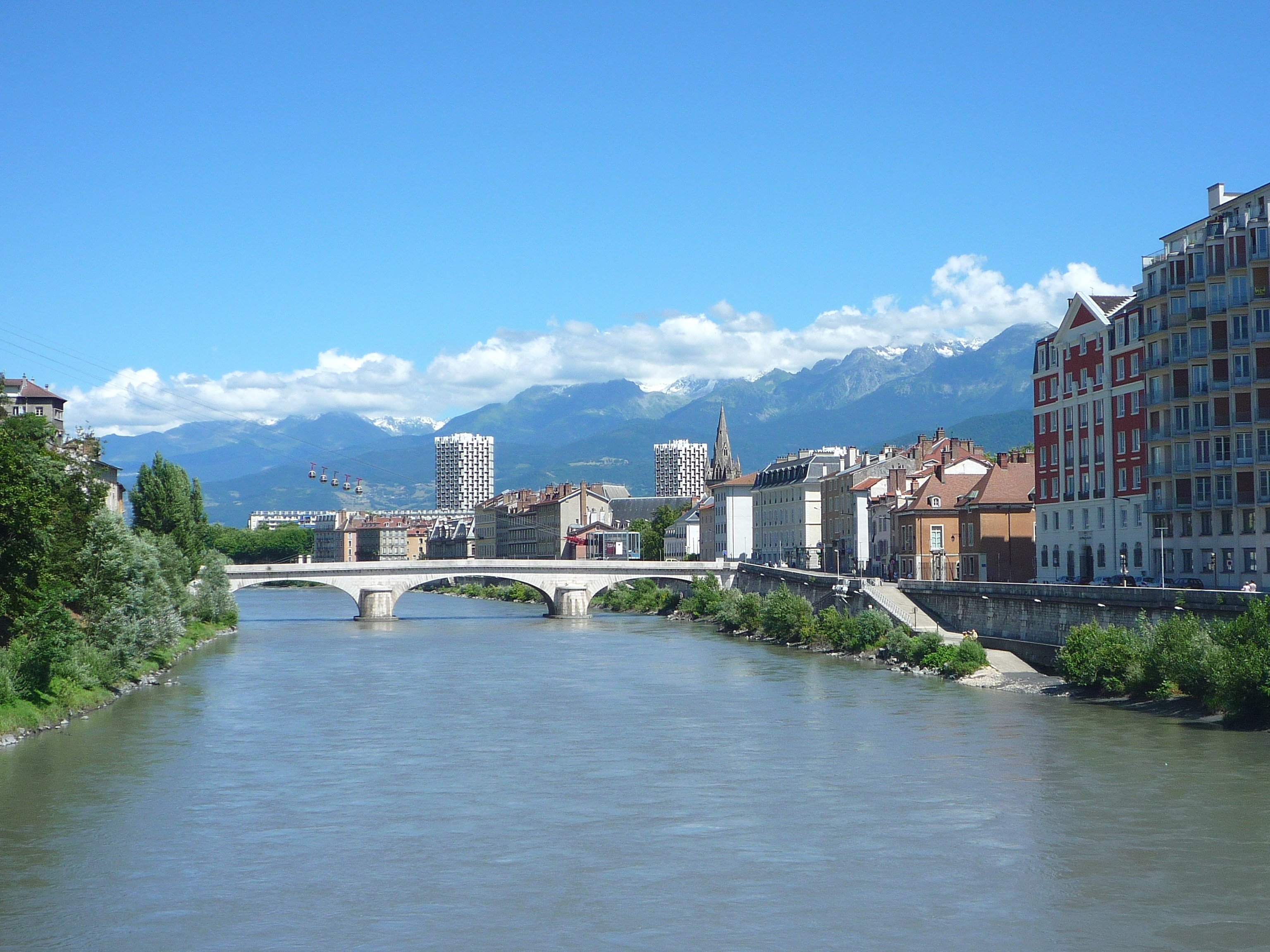
Grenoble und seine Bergkulisse (2009)

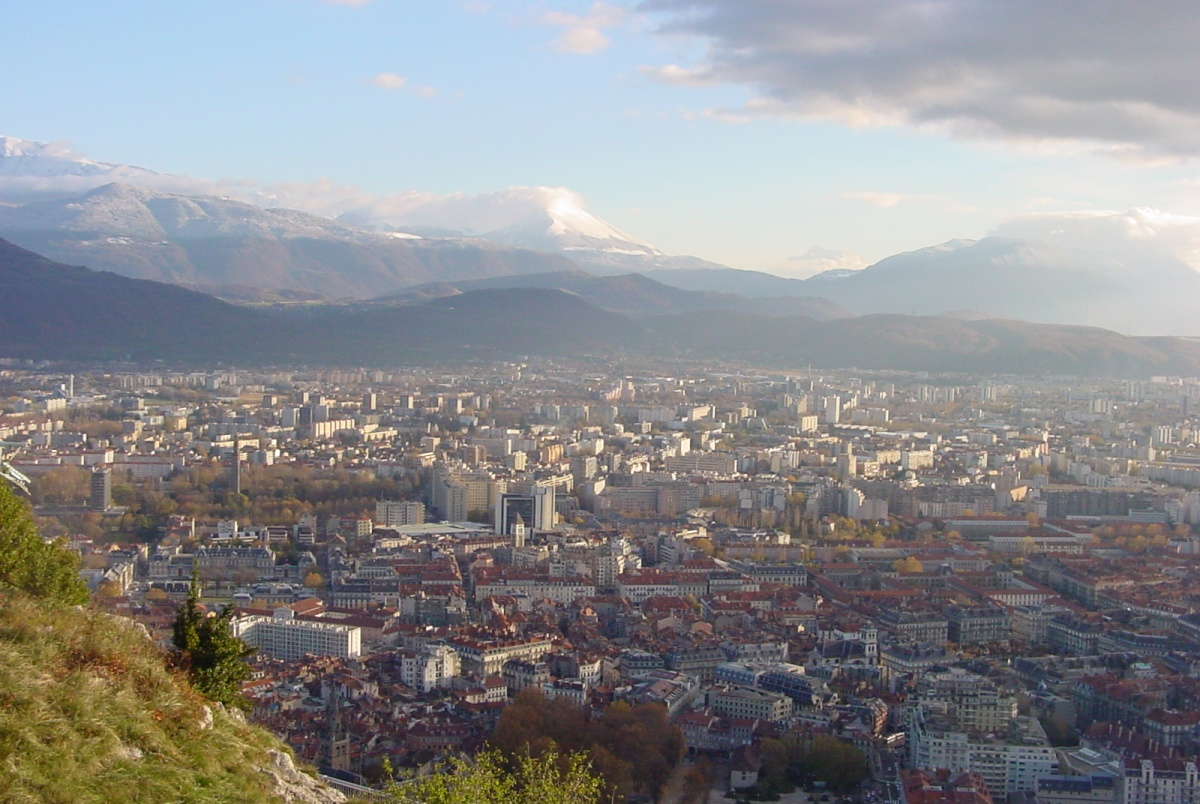
Blick auf Grenoble

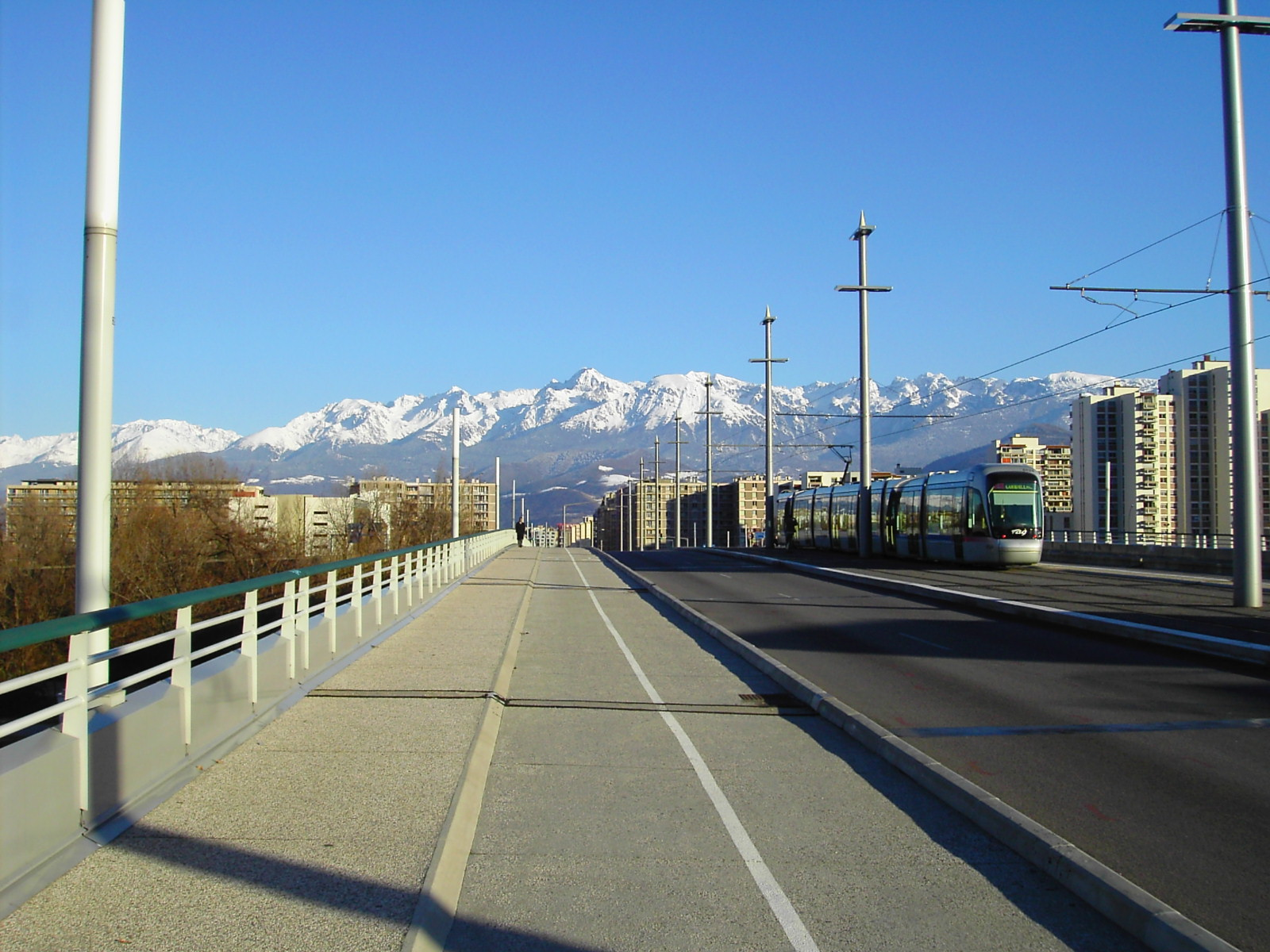
Die Brücke über den Drac mit Blick auf die Belledonne

Die Stadt Grenoble liegt an der Mündung des Drac in die Isère. Das Stadtzentrum befindet sich auf etwa 212 m im Bereich der Fußgängerzonen rund um den Place Grenette an der Isère, geographische Breite 45° 10′ Nord, geografischer Länge 5° 43′ Ost. Es liegt damit etwa 150 Kilometer südlich von Genf, 100 Kilometer südöstlich von Lyon und 300 Kilometer nördlich der Côte d’Azur. Der Stadtteil Île Verte ist es eines der am dichtest besiedelten Gebiete der Stadt.
Im nahen Umfeld der Stadt befinden sich im Abstand weniger Kilometer alpine Berggipfel mit teils fast 3000 m Höhe; es handelt sich dabei im Einzelnen um die Voralpen-Bergmassive des Vercors mit dem Grenobler Hausberg Moucherotte und der Chartreuse sowie die Chaîne de Belledonne, dem westlichen Ausläufer der französischen Alpen.
Die Stadt liegt nordöstlich des Regionalen Naturparks Vercors, mit dem sie als Zugangsort assoziiert ist.
|                       | Jan  | Feb  | Mär  | Apr  | Mai  | Jun  | Jul  | Aug  | Sep  | Okt   | Nov  | Dez  |   |       |
| Mittl. Tagesmax. (°C) | 6,3  | 8,0  | 12,6 | 16,2 | 20,2 | 24,4 | 27,1 | 26,9 | 22,0 | 17,0  | 10,7 | 6,9  | ⌀ | 16,6  |
| Mittl. Tagesmin. (°C) | −0,7 | −0,5 | 2,1  | 4,7  | 8,9  | 12,4 | 14,1 | 14,2 | 10,8 | 7,7   | 3,2  | 0,1  | ⌀ | 6,5   |
|                       |      |      |      |      |      |      |      |      |      |       |      |      |   |       |
| Niederschlag (mm)     | 63,3 | 48,7 | 63,0 | 75,5 | 90,7 | 73,3 | 66,5 | 66,3 | 98,9 | 106,7 | 98,6 | 63,6 | Σ | 915,1 |
|                       |      |      |      |      |      |      |      |      |      |       |      |      |   |       |
| Regentage (d)         | 8,9  | 7,6  | 9,0  | 9,1  | 10,1 | 8,5  | 7,1  | 7,2  | 7,5  | 9,8   | 10,0 | 9,8  | Σ | 104,6 |

| −0,7 |

| −0,5 |

| 2,1 |

| 4,7 |

| 8,9 |

| 12,4 |

| 14,1 |

| 14,2 |

| 10,8 |

| 7,7 |

| 3,2 |

| 0,1 |

| −0,7 |

| −0,5 |

| 2,1 |

| 4,7 |

| 8,9 |

| 12,4 |

| 14,1 |

| 14,2 |

| 10,8 |

| 7,7 |

| 3,2 |

| 0,1 |

## Geschichte
Grenoble war schon von den keltischen Allobrogern besiedelt. In einem Schreiben an Cicero wird der Ort in römischer Zeit erstmals im Jahr 43 v. Chr. als Cularo erwähnt. Die Errichtung der Stadtmauer erfolgte schon 286 unter Kaiser Diokletian. Sie hatte eine Länge von über einem Kilometer und beinhaltete 38 Türme. Im Jahr 377 wird die Stadt in Gratianopolis nach Kaiser Gratian umbenannt. Im 14. Jahrhundert wandelte sich der Name zu Greynovol und später zu Greynoble, woraus schließlich der heutige Name entstand.
Seit dem 4. Jahrhundert ist Grenoble Bischofssitz; im Jahre 879 kam es zum Königreich Burgund und mit diesem im Jahr 1033 an das römisch-deutsche Reich. Im Jahr 1242 erhielt es das Stadtrecht. Die Universität wurde 1339 gegründet. 1349 kam Grenoble mit der gesamten Dauphiné durch Verkauf an den Dauphin von Frankreich, der dadurch de jure Vasall des römisch-deutschen Kaisers wurde.
Am 14. September 1219 brach die natürliche Barriere am Lac de Saint-Laurent im Tal der Romanche, wobei infolge der dadurch ausgelösten Flutwelle rund die Hälfte der Bevölkerung von Grenoble ums Leben kam.
Grenoble war einer der Sicherheitsplätze für die Hugenotten.
Im 18. Jahrhundert war die Stadt vor allem für das Kunsthandwerk bekannt. Die in Grenoble wirkende Tischlerdynastie der Hache kam zu landesweiter Bedeutung, als ihr der Titel „Tischler der Herzöge von Orléans“ verliehen wurde. Deren Werke sind heute noch im Musée Dauphinois in Grenoble zu sehen. Bereits 1788 kam es in der Stadt zu einer antiroyalistischen Revolte, dem Tag der Ziegel, die den König dazu zwang, die Generalstände der Provinz einzuberufen. Zwei Vertreter des Dritten Standes aus Grenoble, Antoine Barnave und Jean-Joseph Mounier, wurden im Rahmen des Ballhausschwurs zu wichtigen Vorkämpfern der Französischen Revolution.
Seit den 1850er-Jahren setzte eine starke Zuwanderung der Landbevölkerung nach Grenoble ein. Am 23. März 1870 füllte sich der Platz vor der Präfektur mit Demonstranten, die ihre Solidarität mit der Pariser Kommune bekundeten. Ab etwa 1880 kamen die Zuwanderer auch aus dem Ausland. 1931 betrug der Ausländeranteil an den Einwohnern 18 Prozent.
Als sich Frankreich im Zweiten Weltkrieg unter deutscher Besatzung befand, lag Grenoble zunächst in der vom Vichy-Regime verwalteten sogenannten „Freien Zone“, wurde aber im November 1942 von der Armee des faschistischen Italien besetzt. Die Wehrmacht besetzte die Stadt im September 1943. Als am 11. November 1943 die Einwohner mit einer großen Demonstration ihren französischen Patriotismus bekundeten, folgte eine Welle der Repression. Hunderte Männer wurden festgenommen und in Konzentrationslager deportiert. In der Nacht vom 13. auf den 14. November 1943 gelang es einem Franzosen, das deutsche Munitionsdepot im Militärgelände Polygone zur Explosion zu bringen. Die Deutschen zusammen mit der bewaffneten Kollaboration der Milice française entfesselten darauf eine Gewalt, die als „Grenobler Bartholomäusnacht“ in Erinnerung blieb. Ende November wurden 19 Anführer des Widerstands gegen die Besetzung hingerichtet. Am 26. Mai 1944 hatte die Stadt unter einem schweren Bombardement der Alliierten zu leiden. Von der „Operation Dragoon“, der Landung der Alliierten in Südfrankreich, aufgeschreckt, sprengten die Deutschen unter Karl Pflaum die Brücken und zogen in der Nacht des 21. August 1944 ab. Am 23. August wurde Grenoble von den Forces françaises libres befreit, kurze Zeit später trafen die ersten US-Truppen ein. Am 24. August 1944 ergaben sich im Vorort Gièrs die letzten Besatzer.
Am 15. November 1944 erhielt der Bürgermeister Frédéric Lafleur von General Charles de Gaulle zuhanden der Stadt die am 4. Mai 1944 erteilte Auszeichnung Croix de La Libération. Am 13. Mai 1945 gewann jedoch die sozialistische SFIO den zweiten Wahlgang für die Stadtregierung. Nach der Befreiung Frankreichs und dem Ende des sozialen Burgfriedens brachen soziale Spannungen wieder verstärkt hervor. Im Oktober 1948 eröffneten gaullistische Wachleute das Feuer auf Kommunisten. Es gab einen Toten und 14 Verletzte.
Im Jahr 1968 fanden in Grenoble die X. Olympischen Winterspiele statt. Unter gewaltigem finanziellen Aufwand von ca. 460 Millionen Euro wurde die Stadt für die Großveranstaltung ausgebaut, da Staatspräsident Charles de Gaulle die Gelegenheit nutzen wollte, sie als Symbol für die Modernisierung Frankreichs zu präsentieren.
Am 28. Juli 1999 wurde der Asteroid (7462) Grenoble nach der Stadt benannt.

## La Villeneuve

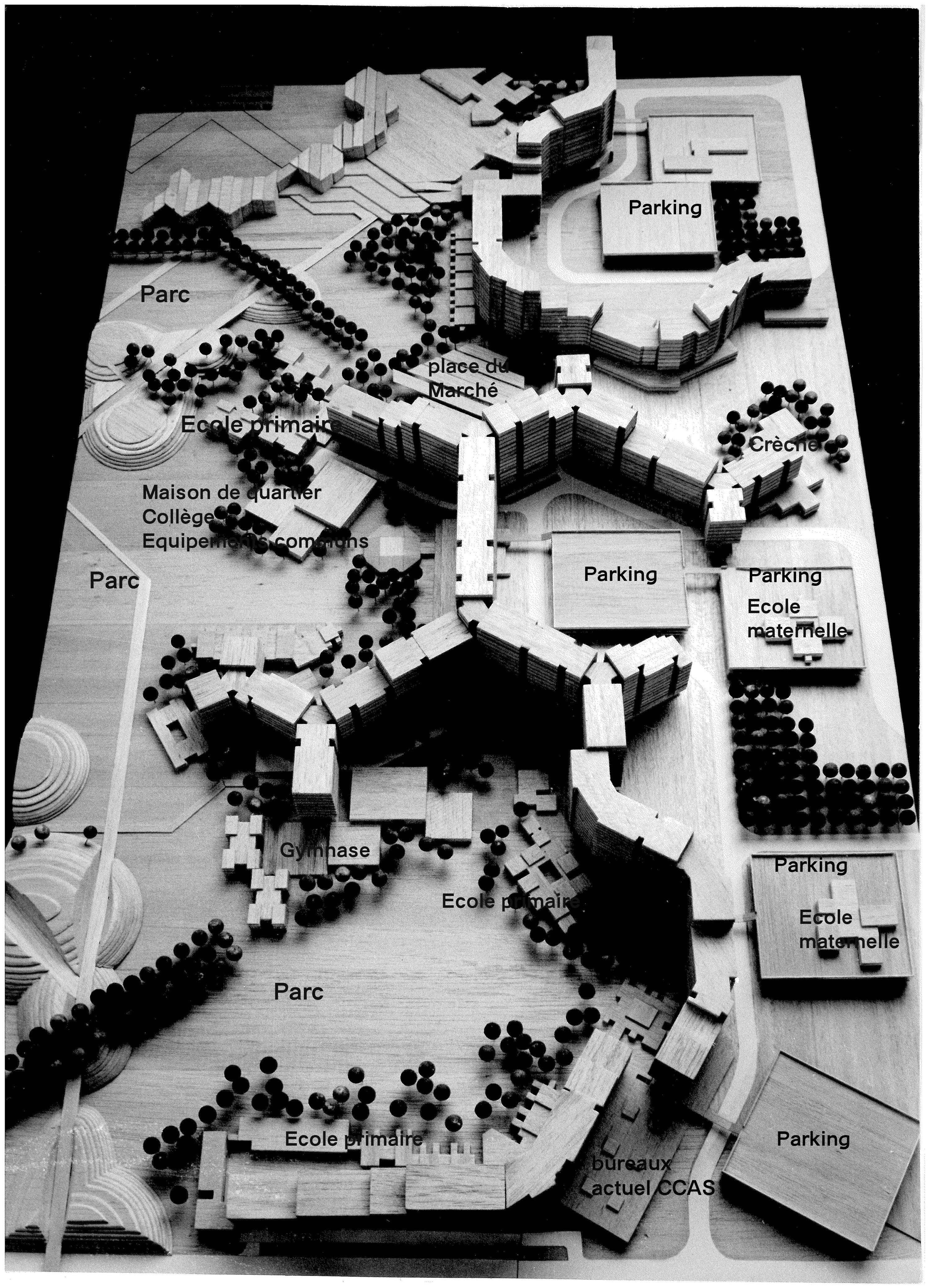
Holzmodell eines Teils von La Villeneuve

Im Zusammenhang mit den Olympischen Spielen wurde das Stadtviertel La Villeneuve geplant, das 1970–1983 entstand und auch den Olympiapark sowie Teile der Gemeinde Échirolles umfasst. Die Architektur von La Villeneuve wurde zu einem Demonstrationsprojekt der Betonarchitektur des skulpturalen Brutalismus. Mit zunehmender Verwahrlosung der Häuser, einem hohen Anteil arbeitsloser Zuwanderer vor allem aus Algerien und wachsenden sozialen Problemen stieg der Sanierungsdruck. Nach den Straßenschlachten 2010 begann trotz der Proteste der Einwohner der Abriss einiger Gebäude. Das Leben in La Villeneuve wurde von zahlreichen Autoren und Filmemachern dokumentiert, so u. a. von Kateb Yacine und Jean-Luc Godard.

## Bevölkerungsentwicklung
| Jahr                       | 1962    | 1968    | 1975    | 1982    | 1990    | 1999    | 2011    | 2018    | 2021    |
| Einwohner                  | 156.707 | 161.616 | 166.037 | 156.637 | 150.758 | 153.317 | 157.424 | 157.650 | 157.477 |
| Quellen: Cassini und INSEE |         |         |         |         |         |         |         |         |         |

## Politik
Bei den Kommunalwahlen im März 2014 wurde der Kandidat der Grünen (Europe Écologie-Les Verts), Eric Piolle, als Nachfolger von Michel Destot (PS) zum Bürgermeister gewählt. Im Juni 2020 wurde er als Kandidat eines links-grünen Bündnisses (klassifiziert als Liste divers gauche) in seinem Amt bestätigt. Die neue Stadtregierung verbot die an den Straßen aufgestellten Plakatwände und ersetzte sie durch der Stadtlandschaft angemessene Werbemöglichkeiten. Sie kürzte dem Orchester die Subventionen, Kraftfahrzeuge sollen ab 2030 verboten werden.

### Städtepartnerschaften
Die Stadt Grenoble unterhält Partnerschaften mit folgenden Städten:
| - 1961: Catania (Italien) - 1963: Innsbruck (Österreich) - 1974: Essen (Deutschland) - 1976: Halle (Saale) (Deutschland) - 1977: Chișinău (Moldau) - 1984: Oxford (Vereinigtes Königreich) - 1984: Rehovot (Israel) - 1990: Phoenix, (Vereinigte Staaten) | - 1992: Pécs (Ungarn) - 1997: Kaunas (Litauen) - 1998: Sfax (Tunesien) - 1999: Constantine (Algerien) - 1999: Stendal (Deutschland) - 2002: Corato (Italien) - 2009: Kairo (Ägypten) |

## Wirtschaft und Infrastruktur
Die verarbeitende Industrie umfasst Betriebe der Elektrochemie und Metallurgie, des Maschinenbaus, der Informationstechnologie, Handschuhmacherei und Zementfabrikation. Grenoble gehörte zu den Zentren der Elektrifizierung und der Wasserkraft. Bedeutende Ereignisse wie beispielsweise die Exposition internationale de la houille blanche 1925 brachten diese Entwicklung voran. Von 1918 bis 1996 wurden in Grenoble die Fahrräder der Marke Libéria produziert.
In den letzten Jahrzehnten wurde Grenoble zum Zentrum der Entwicklung von Hochtechnologien. Die Stadt bildet einen der beiden Pole des Hochtechnologieclusters Lyon-Grenoble.

### Verkehr

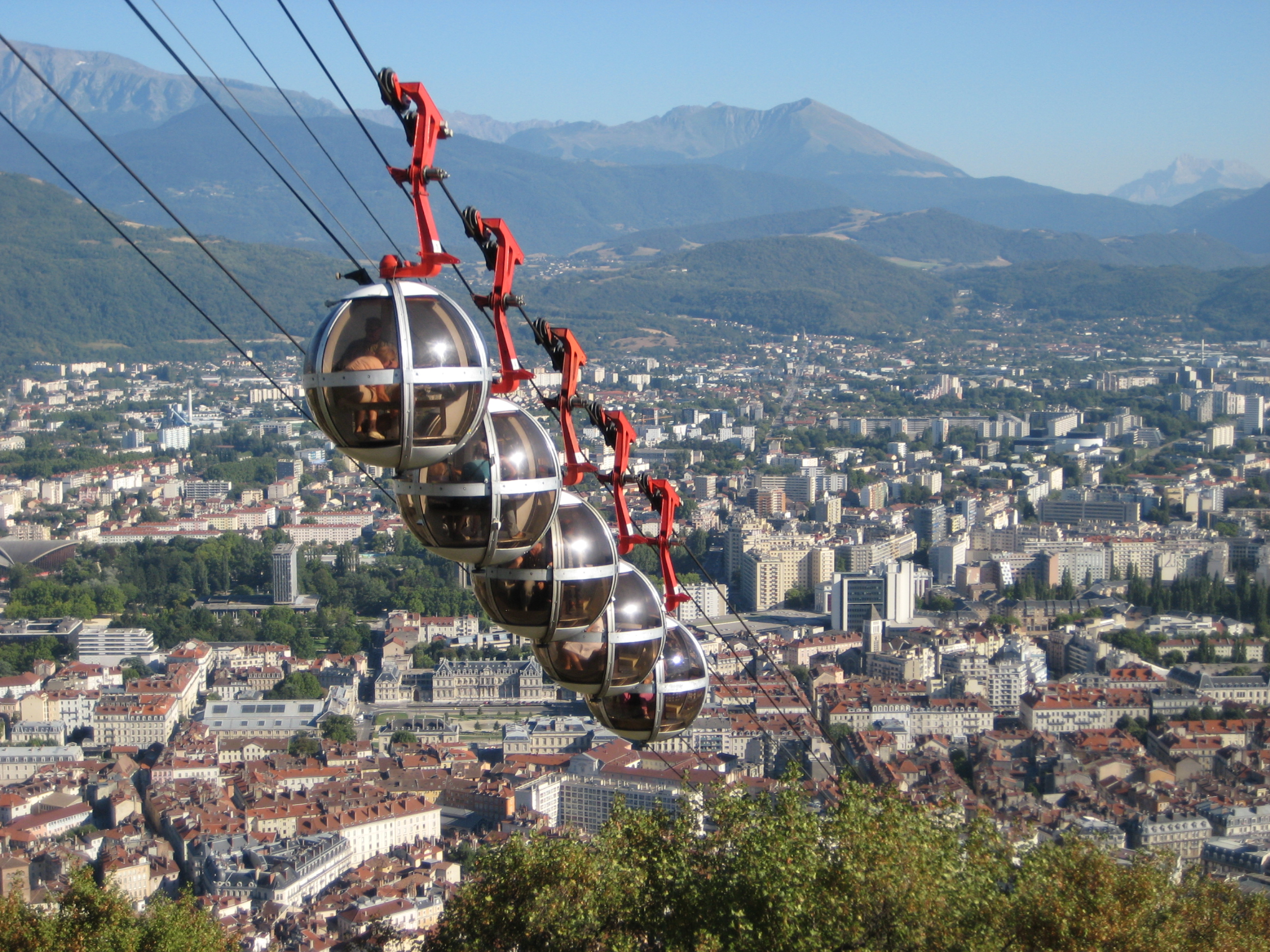
Die Grenobler Seilbahn zur Bastille

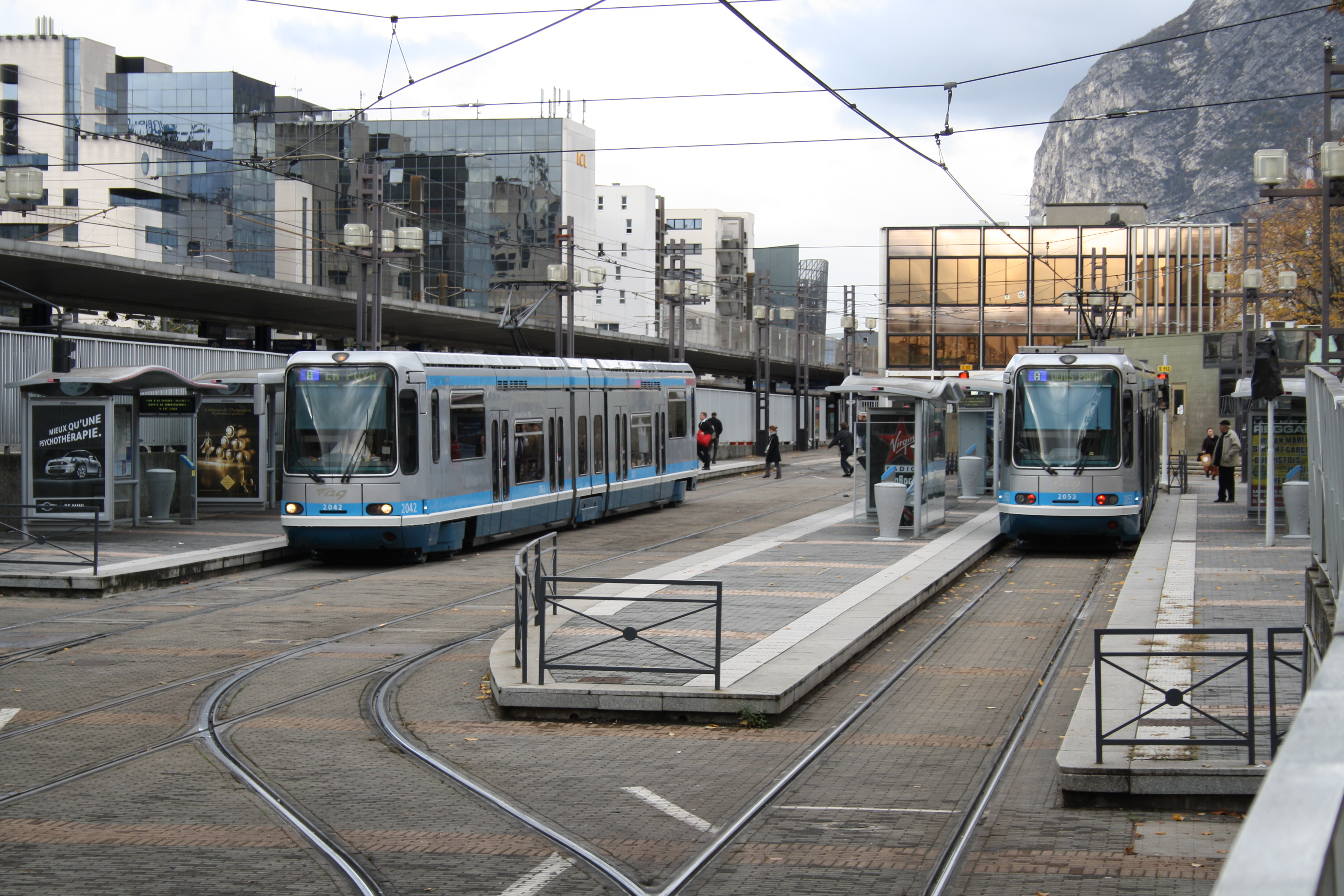
Straßenbahnfahrzeuge des Typs TFS vor dem Bahnhof

Am 1. Juli 1858 ging der Abschnitt von Rives bis Grenoble der Bahnstrecke Lyon–Marseille in Betrieb. Damit erhielt die Stadt einen Bahnhof und eine Eisenbahnverbindung nach Lyon. Im Dezember 1876 verlängerte die Eisenbahngesellschaft P.L.M. die Strecke bis Vif, ab Juli 1878 war sie bis Marseille befahrbar. Die Zweigstrecke nach Montmélian wurde bereits am 15. September 1864 eröffnet. Ab 1893 entstand das Netz der meterspurigen Schmalspurbahnen Voies ferrées du Dauphiné.
Die Bedeutung der Strecke nach Marseille blieb begrenzt, da der Fernverkehr hauptsächlich durch das Rhonetal (Bahnstrecke Paris–Marseille) floss. Über Lyon-Part-Dieu und die Neubaustrecke LGV Sud-Est verkehren heute TGV-Hochgeschwindigkeitszüge von und nach Paris. Im Regionalverkehr ist Grenoble mit Valence, Chambéry und Gap verbunden.
In den 1890er-Jahren entstanden ein von mehreren Gesellschaften betriebenes innerstädtisches Straßenbahnnetz und die Überlandstraßenbahn Tramway de Grenoble à Chapareillan. Ab 1909 wurde die Überlandstraßenbahn Tramway Grenoble–Villard-de-Lans gebaut. Zwischen 1933 und 1952 wurde die alte Straßenbahn schrittweise stillgelegt. Nach Nantes war 1987 Grenoble die zweite Stadt in Frankreich, die die Straßenbahn wiedereinführte. Die Société d'Économie Mixte des Transports de l'Agglomération Grenobloise (SÉMITAG) betreibt in Grenoble neben fünf Straßenbahnlinien 45 Buslinien. Mit diesem modernen ÖPNV-System ging unter anderem eine deutliche Aufwertung der Innenstadt einher.
Mit der 1934 eröffneten Seilbahn zur Bastille von Grenoble hatte Grenoble die erste innerstädtische Luftseilbahn der Welt.
Der Flughafen Grenoble liegt rund 40 Kilometer nordwestlich der Stadt, er wird vor allem in der Wintersaison von Charterfluggesellschaften angeflogen. Der nächstgelegene Flughafen mit Linienflügen ist der etwa eine Autostunde entfernte Flughafen Lyon Saint-Exupéry bei Lyon.

### Bildung und Forschung

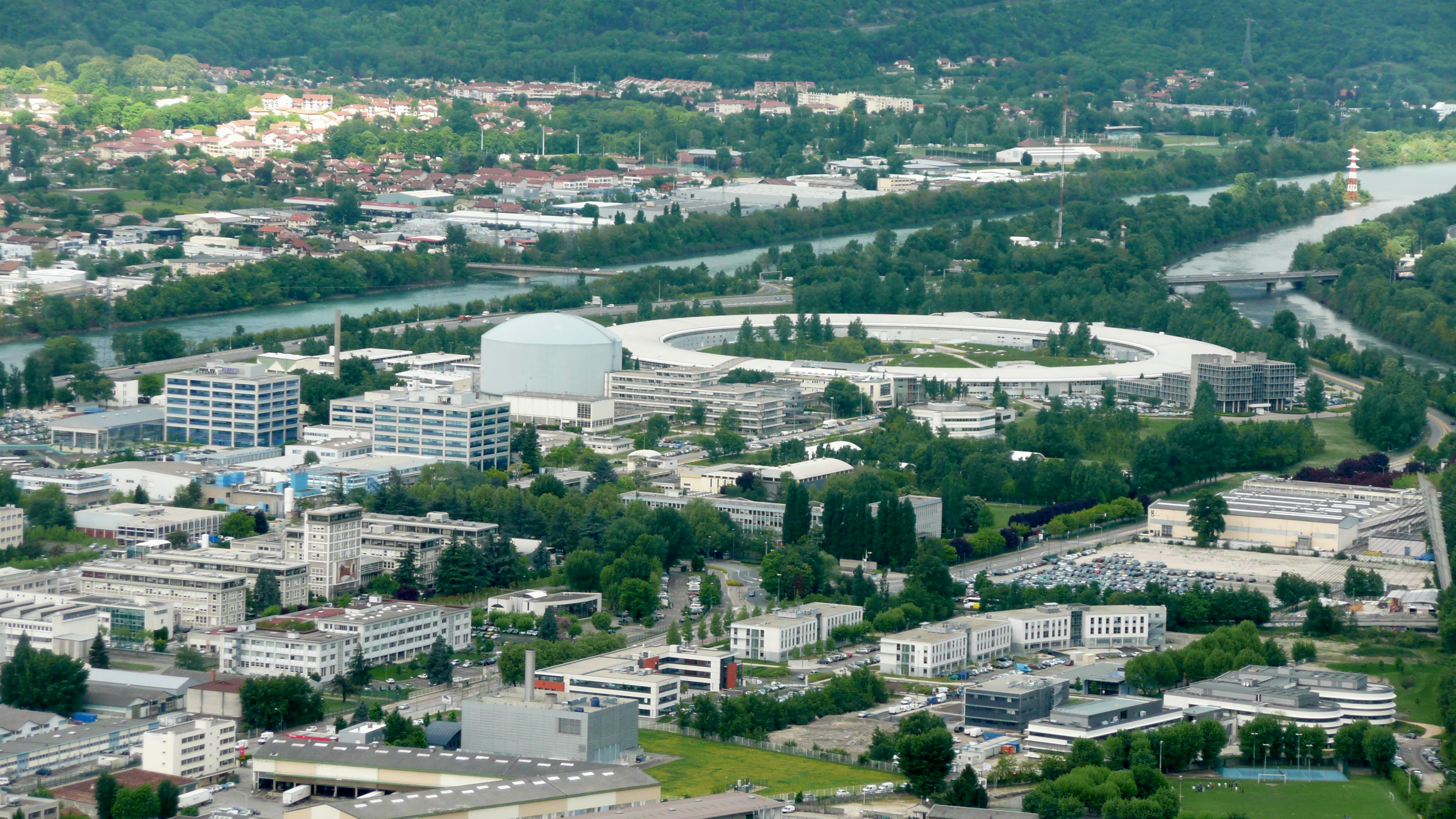
Europäisches Forschungszentrum in Grenoble

In Grenoble befindet sich eine der weltweit besten Business Schools, die Grenoble École de Management. Die GEM zählt zu den „Grandes Écoles“ (Eliteuniversitäten) des Landes.
Die Universität Grenoble ist mit insgesamt etwa 45.000 Studenten die drittgrößte des Landes. Das Institut national polytechnique de Grenoble (INPG) vom Rang einer Universität umfasst neun Ingenieurschulen und zahlreiche Forschungslaboratorien.
In Grenoble liegen die Großforschungseinrichtungen Commissariat à l’énergie atomique et aux énergies alternatives (CEA2), das Europäische Synchrotron (ESRF), das CEA-Leti und die Neutronenquelle des Institut Laue-Langevin (ILL). Der Rundbau der ESRF am Zusammenfluss von Drac und Isère gehört zu den Sehenswürdigkeiten der Stadt.
In Grenoble befindet sich eine der fünf Außenstellen des EMBL (European Molecular Biology Laboratory), das Grundlagenforschung in Molekularbiologie betreibt, sowie das deutsch-französisch-spanische Institut für Radioastronomie IRAM.
Mit 12.000 Mitarbeitern ist Inovallée einer der führenden Technologieparks in Frankreich.
Laut einer jährlichen landesweiten Umfrage des französischen Magazin L’Etudiant zählt Grenoble zu den beliebtesten Universitäts-Städten Frankreichs. Im Jahr 2013–2014 belegt es sogar Platz 1.
Das überregional bedeutende Universitätsklinikum ist u. a. auf Traumabehandlungen spezialisiert. Ein Patient war Michael Schumacher nach seinem Ski-Unfall in Méribel am 29. Dezember 2013.
Als ausländische Studenten studierten an der Universität von Grenoble unter anderem Vigdís Finnbogadóttir, Jacqueline Kennedy Onassis und Richard von Weizsäcker.
Seit 1981 besteht das Centre National du Machinisme Agricole du Génie Rural des Eaux et des Forêts.

## Kultur und Sehenswürdigkeiten
Das Musée de Grenoble beherbergt nach den Museen in Paris und Lyon die drittgrößte Kunstsammlung Frankreichs. Mit 187.000 Besuchern pro Jahr ist es eines der berühmtesten Museen Frankreichs, vor allem wegen seiner Sammlungen zeitgenössischer Kunst und der Sammlungen von Gemälden aus dem 13. bis 21. Jahrhundert. Es hat auch Sammlungen ägyptischer und griechischer Kunst. Daneben gibt es das Résistance-Museum.
Bekannt ist Grenoble auch für seine Walnüsse, deren Herkunftsbezeichnung geschützt ist.
Jeweils im Frühjahr findet das bekannte Grenoble Jazz Festival mit bis zu 18.000 Besuchern statt.
Das MC2: Maison de la Culture de Grenoble ist eine der vielen staatlich subventionierten Bühnen Frankreichs. Es beherbergt unter anderem das 1984 gegründete CCN2 – Centre Chorégraphique National de Grenoble, welches momentan vom Direktorenduo Aina Alegre und Yannick Hugron geleitet wird.

## Festung Grenoble
Nach dem Deutsch-Französischen Krieg von 1870/71 wurde Grenoble wegen der damit verbundenen Grenzverschiebung nach Westen zu einer Festung ausgebaut und mit mehreren detachierten Forts umgeben. Aufgabe der Festung war es, das Isèretal nach Süden abzuriegeln. Die Festung Grenoble war nicht in kriegerische Handlungen verwickelt und die Forts sind mehr oder weniger unzerstört vorhanden.
Es handelt sich im Einzelnen um:
- Fort de Comboire
- Fort des Quatre Seigneurs
- Fort du Bourcet
- Fort du Mûrier
- Fort du Saint-Eynard

sowie um die „Fort de la Bastille“ genannte Zitadelle, die zwar älteren Ursprungs ist, jedoch in das Befestigungssystem nach dem Système Séré de Rivières einbezogen wurde.

Bildergalerie
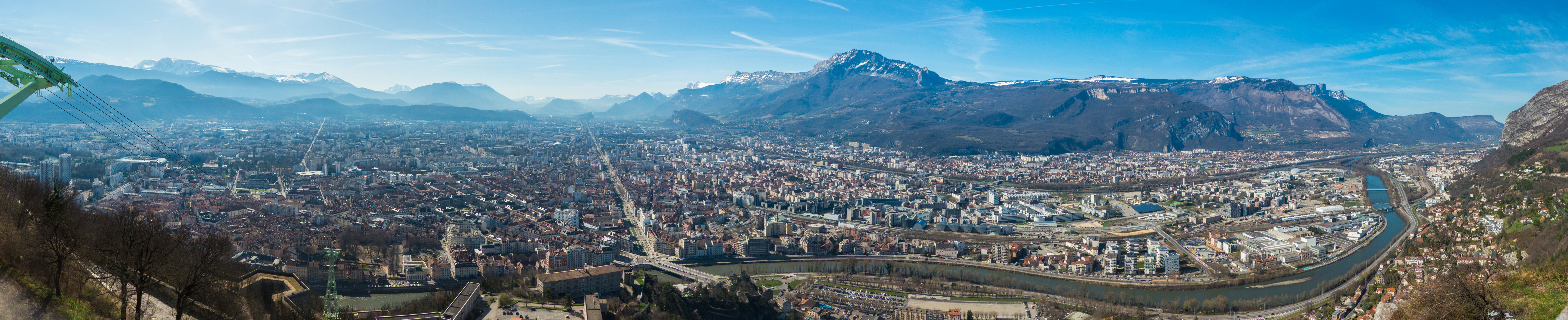
Panorama Grenoble in Richtung Moucherotte
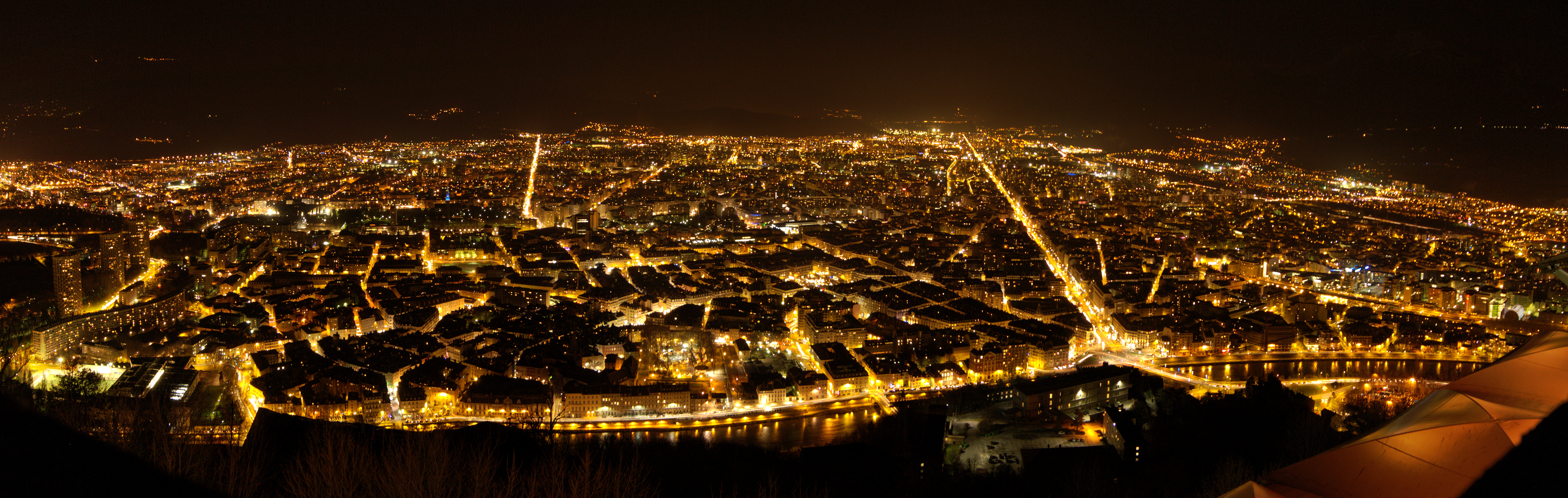
Grenoble bei Nacht von der Bastille aus gesehen
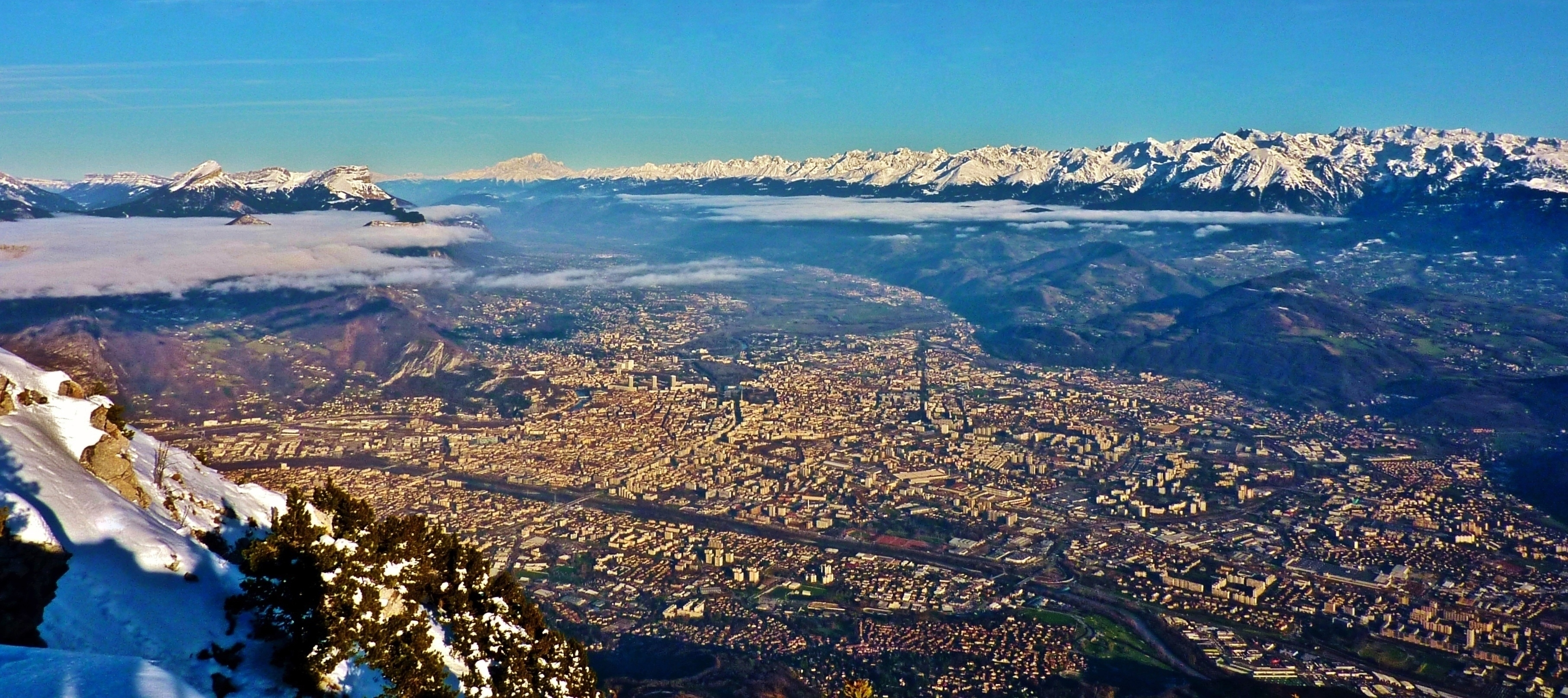
Blick ins Isère-Tal. Vorne Grenoble, dahinter La Tronche, Meylan, Biviers und Montbonnot-Saint-Martin. Saint-Martin-d’Hères ist ebenfalls gut sichtbar.

## Sport
- FC Grenoble (Rugby)
- Grenoble Basket 38 (Basketball)
- Grenoble Foot 38 (Fußball)
- Grenoble Métropole Hockey 38 (Eishockey)
- Grenoble Volley Université Club (Volleyball)
- Jährlich im November wird ein Sechstagerennen ausgetragen.
- Rugby-Union-Weltmeisterschaft 1991